# Universitat de Delaware
La Universitat de Delaware (en anglès, University of Delaware), abreujada UD o UDel, és una universitat pública situada a Newark, al nord de l'estat de Delaware, Estats Units. És el major centre universitari de l'estat de Delaware. A més del campus principal a Newark, té altres campus a Dover, Georgetown, Lewes i Wilmington.

## Història
La universitat es va fundar l'any 1743 de la mà del rector presbiterià Francis Alison amb el nom de Free School. El 1833 la institució educativa de l'estat de Delaware el va reconèixer com a centre universitari amb el nom de Newark College i finalment l'any 1843 com a Delaware College. Després de la fusió l'any 1921 amb el Delaware Women's College fundat el 1913 es va crear la universitat actual.

## Alumnes
- Clifford Brown - Músic de Jazz (no es va graduar)
- Jill Biden - Primera dama dels Estats Units
- Joseph Biden - President dels Estats Units
- Thomas R. Carper - Senador dels Estats Units
- Elena Delle Donne - Baloncestista
- Joe Flacco - Quarterback (futbol americà)
- Scott Levy - Lluitador
- Thomas McKean - Signant de la Declaració d'Independència dels Estats Units
- Louis McLane - Senador, ministre de Finances i d'Afers Exteriors
- Adam Osborne - Pioner informàtic
- George Thorogood - Cantant de blues rock
- Scott Swift - Pare de Taylor Swift